# Flügel & Polter
Flügel & Polter war eine Gummiwarenfabrik in Leipzig.

## Geschichte
- 1879 gegründet von Richard Flügel in Leipzig.
- 1882 mit dem Eintritt von Hans Polter in Flügel & Polter KG umbenannt.
- 1933 neu gegründet als Flügel & Polter GmbH, Gummiwarenfabrik in Leipzig.
- 1938 Umwandlung in eine Kommanditgesellschaft (KG).

Seit 1934 war Fritz Ries persönlich haftender Gesellschafter. Er übernahm 1937 das Unternehmen. In der Folge baute er das Unternehmen zur Ries-Gruppe aus. 1947 ging die Flügel & Polter KG in das Eigentum des Landes Sachsen über, der Name änderte sich auf Leipziger Gummiwarenfabriken, später VEB Leipziger Gummiwarenfabrik.